# Aleksander Holenderski (1851–1884)

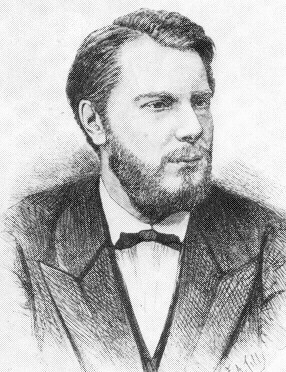
Aleksander Holenderski (1851-1884)

Aleksander, książę Oranii, właśc.: Wilhelm Aleksander Karol Henryk Fryderyk, hol.: Willem Alexander Karel Hendrik Frederik (ur. 25 sierpnia 1851 w Hadze, zm. 21 czerwca 1884 tamże) – książę Holandii z dynastii Oranje-Nassau.

## Rodzina
Aleksander był najmłodszym synem króla Wilhelma III Holenderskiego (1817–1890) i jego kuzynki w pierwszej linii, Zofii Wirtemberskiej (1818–1877). Miał dwóch starszych braci Wilhelma (1840–1879) zwanego Wiwill lub Książę Cytryna i Maurycego (1843–1850). Maurycy zmarł w wieku 7 lat, zachorował na zapalenie opon mózgowych. Wilhelm pędził smutne życie na „wygnaniu” w Paryżu. W momencie narodzin Aleksandra para królewska nie była już w najlepszych relacjach. W 1855 roku królowa Zofia zamieszkała oddzielnie. Od tamtej pory wraz z najmłodszym synem zazwyczaj przebywała w pałacu zwanym Huis ten Bosch.

## Lata wczesne
Królowa Zofia przyjęła na siebie obowiązek kształcenia Aleksandra. Aleksander był nieśmiałym, płochliwym i nadwrażliwym chłopcem o słabej budowie ciała. Stał się oczkiem w głowie matki. W kłótniach rodzinnych młody książę często stawał po stronie królowej. W sierpniu 1861 roku król Wilhelm mianował 10-letniego Aleksandra porucznikiem regimentu grenadierów. W tym samym czasie matka próbowała wpajać mu postępowe myślenie i zainteresowanie kulturą. W kwietniu 1866 roku rodzina królewska uczestniczyła w występie muzyka Ferenca Liszta. W tym samym roku Aleksander pojechał wraz z matką do Szwajcarii, aby podreperować swoje zdrowie. W następnym roku jego stan fizyczny uległ jeszcze większemu pogorszeniu. Kręgosłup mu się wykrzywił, a lewe ramię było wyżej niż prawe. Z powodu osłabionego kręgosłupa od 1867 roku zmuszony był do noszenia żelaznego gorsetu. To doprowadziło do uszkodzenia wątroby.
W maju 1868 roku Aleksander i jego matka wybrali się w podróż do spa St. Seine l’Abbaye niedaleko Dijon we Francji. Po powrocie do Hagi królowa Zofia zaprosiła synów z rodzin szlacheckich do grupy dyskusyjnej, aby umożliwić 17-letniemu Aleksandrowi kontakt z rówieśnikami. Po 18 urodzinach w sierpniu 1869 roku Aleksander uzyskał pozwolenie na podróż po Morzu Śródziemnym. Później przez 4 lata studiował historię i prawo konstytucyjne na Uniwersytecie w Lejdzie. Raz w tygodniu matka odwiedzała go w Lejdzie. W 1874 roku Aleksander osiadł w pałacu Kneuterdijk w Hadze. Na swojego sekretarza zatrudnił Wilhelma Jana Dominika van Dijcka (1850–1909), którego ojciec był pochodzącym z nieprawego łoża bratem przyrodnim króla Wilhelma III. W 1874 roku Aleksander podróżował po Norwegii, Rosji i Niemczech. Kolejnej zimy cierpiał na problemy zdrowotne i wyjechał do Algierii, aby zmienić klimat. Do jego innych zainteresowań, poza podróżami, należały kolekcje starych listów, manuskryptów, motyli, powozów, wina, miniatur i obrazów.

## Plany małżeńskie
Przez lata królowa Zofia próbowała znaleźć odpowiednie żony dla obu swoich synów, ale jej wysiłki nie przyniosły żadnych rezultatów. Na początku 1878 roku Aleksander podejmował zapytania o możliwe małżeństwo z księżniczką Fryderyką Hanowerską (1848–1926), ale ona wolała poślubić niemieckiego barona. We wrześniu tego samego roku król Wilhelm III ogłosił swoje zaślubiny z młodszą od niego o 41 lat księżniczką Emmą Waldeck-Pyrmont (1858–1934).

## Ostatnie lata
Latem 1880 roku Aleksander podróżował po Francji i Szwajcarii, gdy dotarła do niego informacja, że urodziła się jego przyrodnia siostra Wilhelmina. W 1881 roku chciał zostać następcą swojego wielkiego wuja na stanowisku Wielkiego Mistrza holenderskiego związku Wolnomularzy. Po wielu konfliktach został w kolejnym roku wybrany Wielkim Mistrzem. Jednakże w dniu urodzin swojej matki odmówił przewodniczenia zgromadzeniu Wolnomularzy. Wkrótce pojawiły się plotki o abdykacji, ponieważ Aleksander był bardzo rozdrażniony wszelką krytyką. W 1883 roku Aleksander, jak zwykle w rocznicę śmierci matki i brata, odwiedził królewską kryptę w Delfcie. Jego stan zdrowia pogarszał się. Wiosną 1884 roku, przyjął generała Weitzel’a w szlafroku z prześcieradłem owiniętym wokół ramion. Jego skóra była blada, prawie nie miał włosów i znacznie przybrał na wadze. Pod koniec maja Aleksander zachorował na dur brzuszny i biegunkę. Zmarł 21 czerwca 1884 roku.
17 lipca następca tronu, książę Aleksander został ostatecznie pochowany wraz ze swoją ukochaną matką w krypcie królewskiej w Delfcie.

## Literatura
- Lammers, F.J.: Alexander (De vergeten kroonprins), Bosch & Keuning, 1998
- Kikkert, J.G.: Willem III 1817–1890 Biografie, Het Spectrum, 1990
- Bouman, J.J.: Op en om Oranje’s troon (Ons vorstenhuis in de 19de en 20ste eeuw), Europese Bibliotheek, 1963
- Weitzel, A.W.P.: Maar Majesteit! Geheime dagboeken van min. A.W.P. Weitzel over koning Willem III, Wetenschappelijke Uitgeverij B.V., 1980
- Stein, I.: Liefdesleven en -leed van de Oranjes, Ad. Donker, 1996
- Stein, I.: Intieme geschiedenissen (Liefde en lust onder de Europese vorsten en vorstinnen in de negentiende eeuw), Ad. Donker, 1997